# 羽後本荘駅

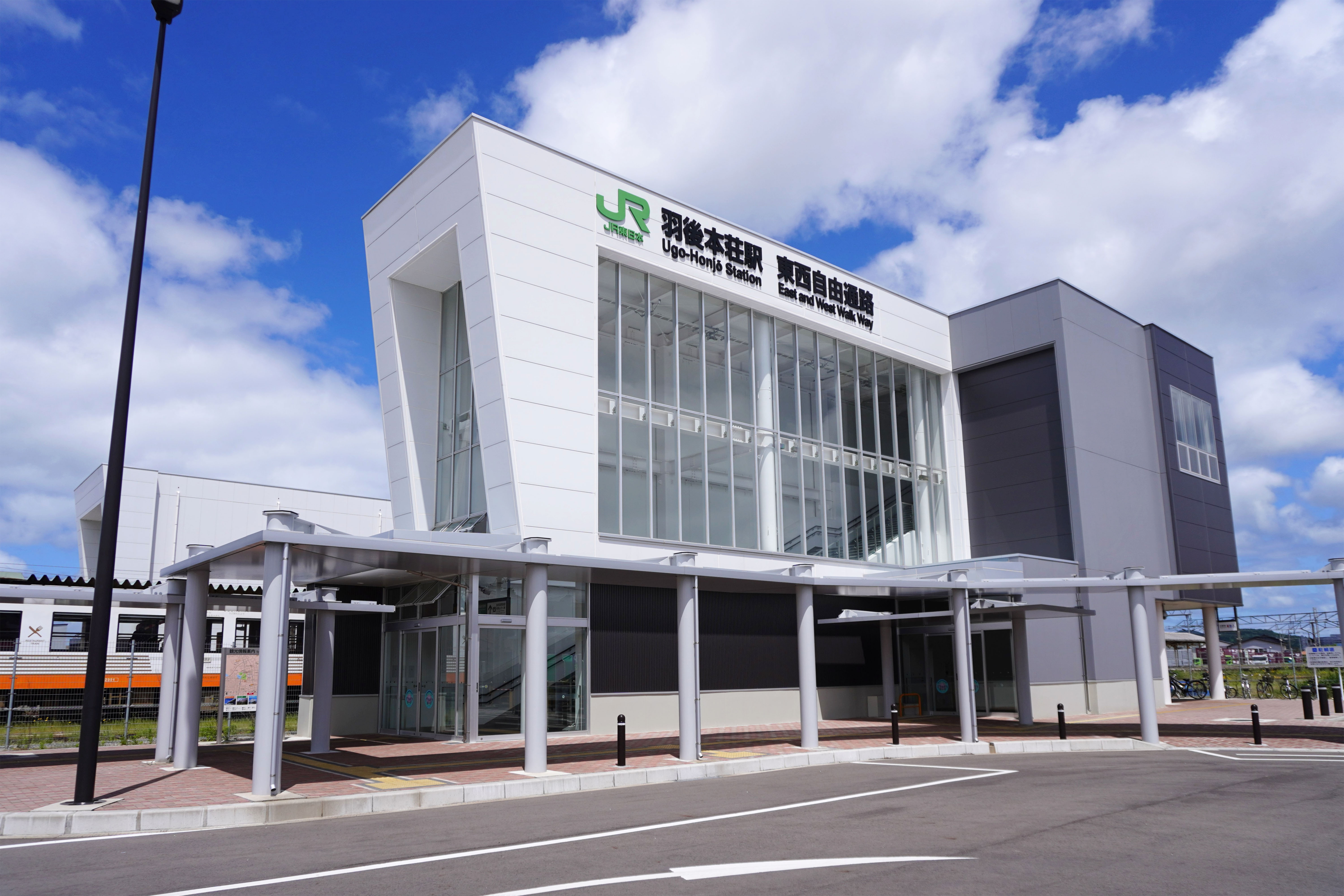
東口（2024年5月）

羽後本荘駅（うごほんじょうえき）は、秋田県由利本荘市西梵天（にしぼんてん）にある、東日本旅客鉄道（JR東日本）・由利高原鉄道の駅である。
本稿では、駅周辺にある日本貨物鉄道（JR貨物）のコンテナ集配基地、羽後本荘オフレールステーションについても記述する。

## 概要
JR東日本の羽越本線と、由利高原鉄道の鳥海山ろく線が乗り入れ、接続駅となっている。鳥海山ろく線については当駅が起点である。
由利本荘市の中心駅であり、特急「いなほ」が停車する。かつては寝台特急「あけぼの」、「鳥海」や「日本海」、臨時快速「きらきらうえつ」も停車していた。

## 歴史
- 1922年（大正11年）
  - 6月30日：鉄道省（国鉄）陸羽西線の一般駅・羽後本荘駅として由利郡本荘町に開業[注 1][2]。駅舎は木造平屋建て[新聞 1]。
  - 8月1日：横荘鉄道[注 2]の横荘鉄道西線が当駅から前郷駅まで開業。
- 1924年（大正13年）4月20日：羽越線（後の羽越本線）に所属線を変更。
- 1937年（昭和12年）9月1日：横荘鉄道西線が国有化され国鉄矢島線となる[5]。
- 1947年（昭和22年）8月15日：昭和天皇の戦後巡幸のお召し列車が停車。昭和天皇が下車して水害に遭った周辺の首長に「お言葉」をかけた[6]。
- 1961年（昭和36年）：秋田機関区羽後本荘支区を開設。
- 1972年（昭和47年）10月15日：秋田機関区羽後本荘支区を廃止。
- 1981年（昭和56年）
  - 5月22日：駅舎建て替えのため仮駅舎の使用を開始[新聞 1]。
  - 5月23日：初代駅舎の解体工事開始[新聞 1]。
  - 12月6日：鉄筋コンクリート造一部二階建ての2代目駅舎を使用開始[新聞 2]。
- 1984年（昭和59年）2月1日：コンテナ貨物の取扱を開始[7]。
- 1985年（昭和60年）
  - 本荘追分ブロンズ像を設置[8]。
  - 10月1日：国鉄矢島線が第三セクター化、由利高原鉄道鳥海山ろく線となる。
- 1986年（昭和61年）11月1日：荷物・貨物の取扱を廃止[7]。羽後本荘コンテナセンターを設置[7]。
- 1987年（昭和62年）4月1日：国鉄分割民営化により、国鉄の駅はJR東日本の駅となる[7]。羽後本荘コンテナセンターはJR貨物に継承。
- 2006年（平成18年）4月1日：羽後本荘コンテナセンターが羽後本荘オフレールステーションに改称。
- 2007年（平成19年）3月25日：JR線乗り場の自動改札機が稼働開始。
- 2010年（平成22年）4月1日：本楯駅 - 上浜駅間各駅の管理が象潟駅から当駅に変更となる。
- 2015年（平成25年）9月30日：びゅうプラザの営業を終了。
- 2016年（平成26年）9月23日：午前8時15分ごろ、清掃員が男子トイレ内の障害者用個室トイレにあるごみ箱から火が出ているを発見[新聞 3]。駅員にて消防へ通報[新聞 3]。けが人や建物への延焼はなし[新聞 3]。たばこの火の不始末の可能性[新聞 3]。
- 2018年（平成30年）6月30日：キオスクの営業を終了。
- 2019年（令和元年）6月15日：駅舎改築に伴い、仮駅舎での営業を開始[報道 1]。
- 2021年（令和3年）
  - 8月4日：みどりの窓口の営業を終了[3][4]。
  - 8月5日：橋上駅舎が供用開始[注 3][報道 2][新聞 5]。話せる指定席券売機を導入[3][4]。
- 2023年（令和5年）
  - 3月18日：秋田営業統括センターと統合し、傘下となる。羽後本荘駅長は秋田営業統括センター副所長兼務となる。
  - 4月1日：駅の東西に有料駐車場備えた広場が完成（2018年度〈平成30年度〉からの駅の整備が完了）[新聞 6]。
- 2024年（令和6年）10月1日：JR東日本（羽越本線）でえきねっとQチケのサービスを開始[1][報道 3]。

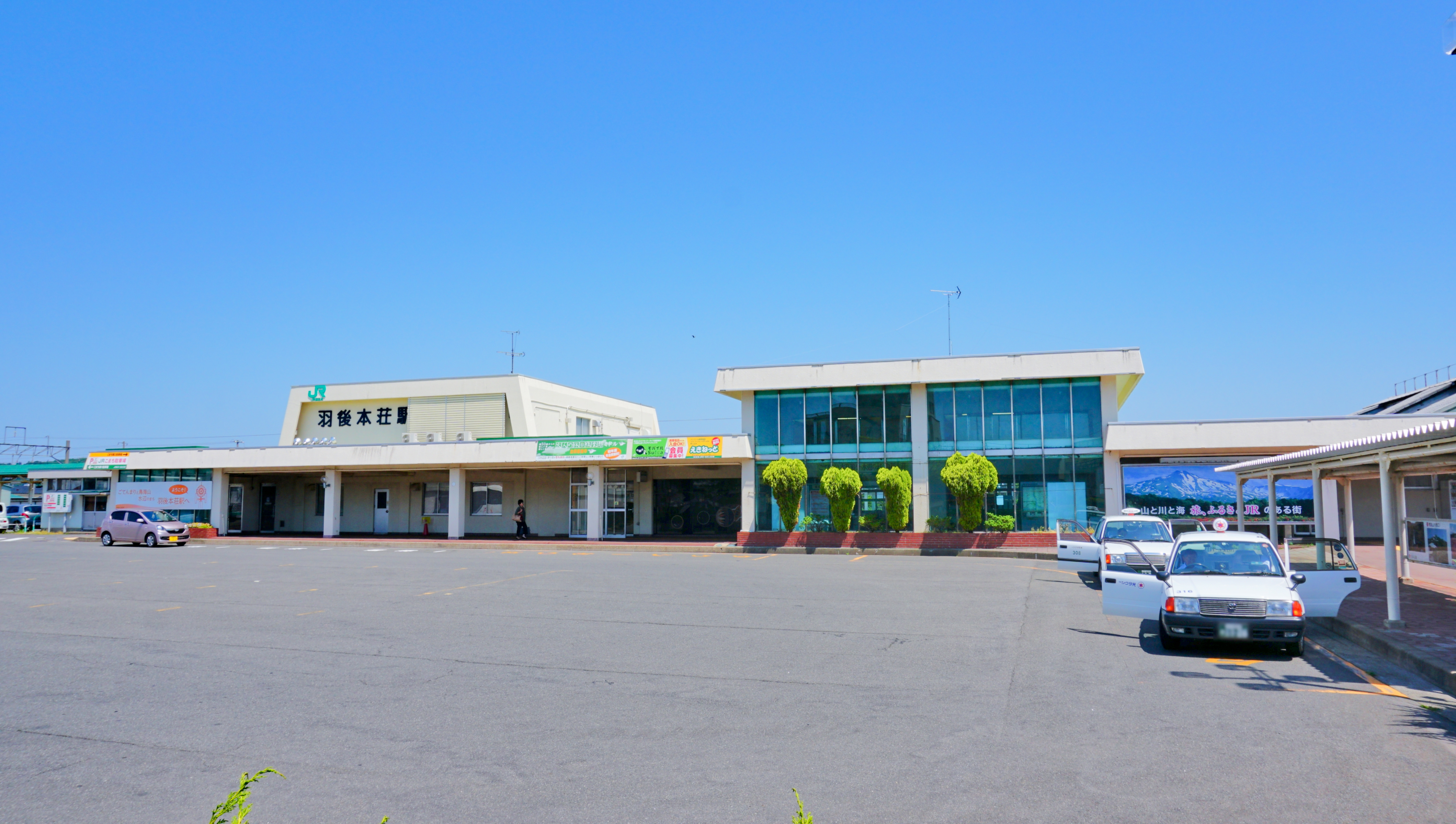
旧駅舎（2018年6月）
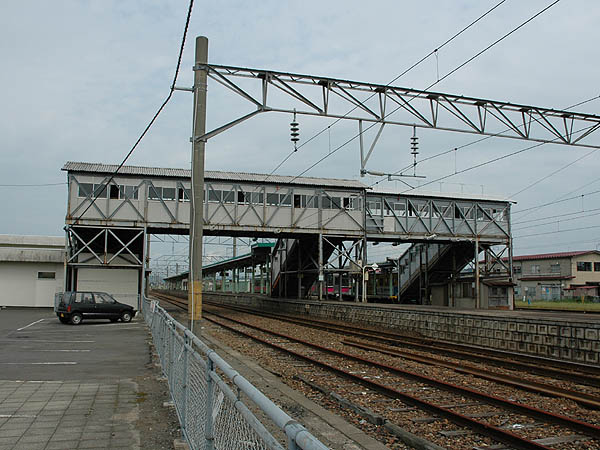
ホームと旧連絡橋（2005年9月）
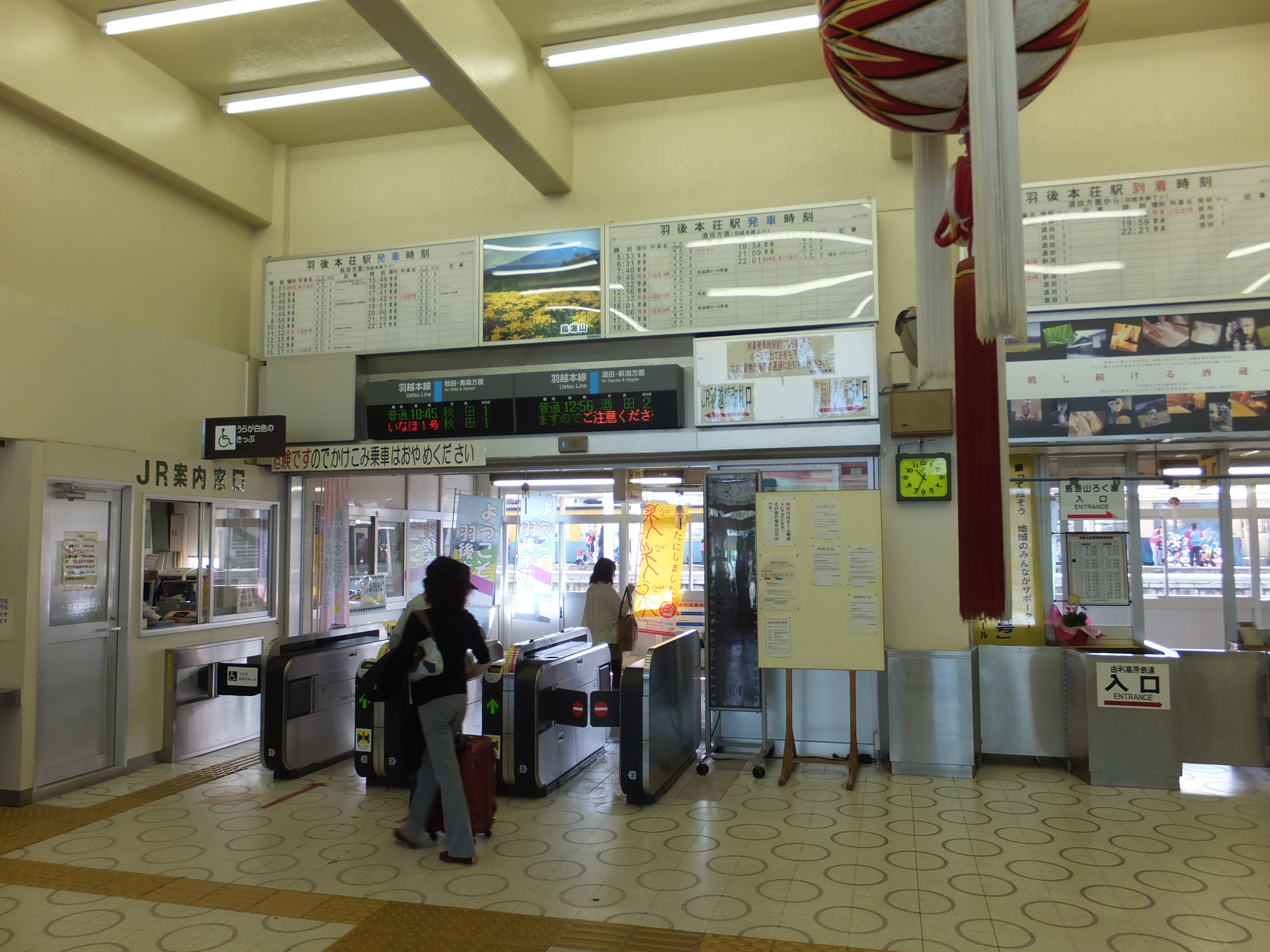
JR線旧改札口（2012年10月）
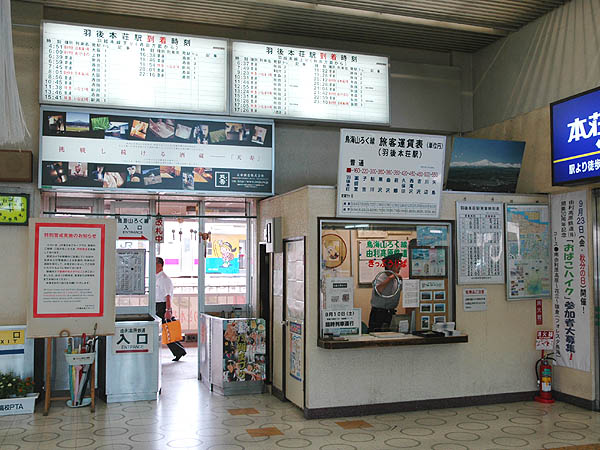
由利高原鉄道旧改札口（2005年9月）
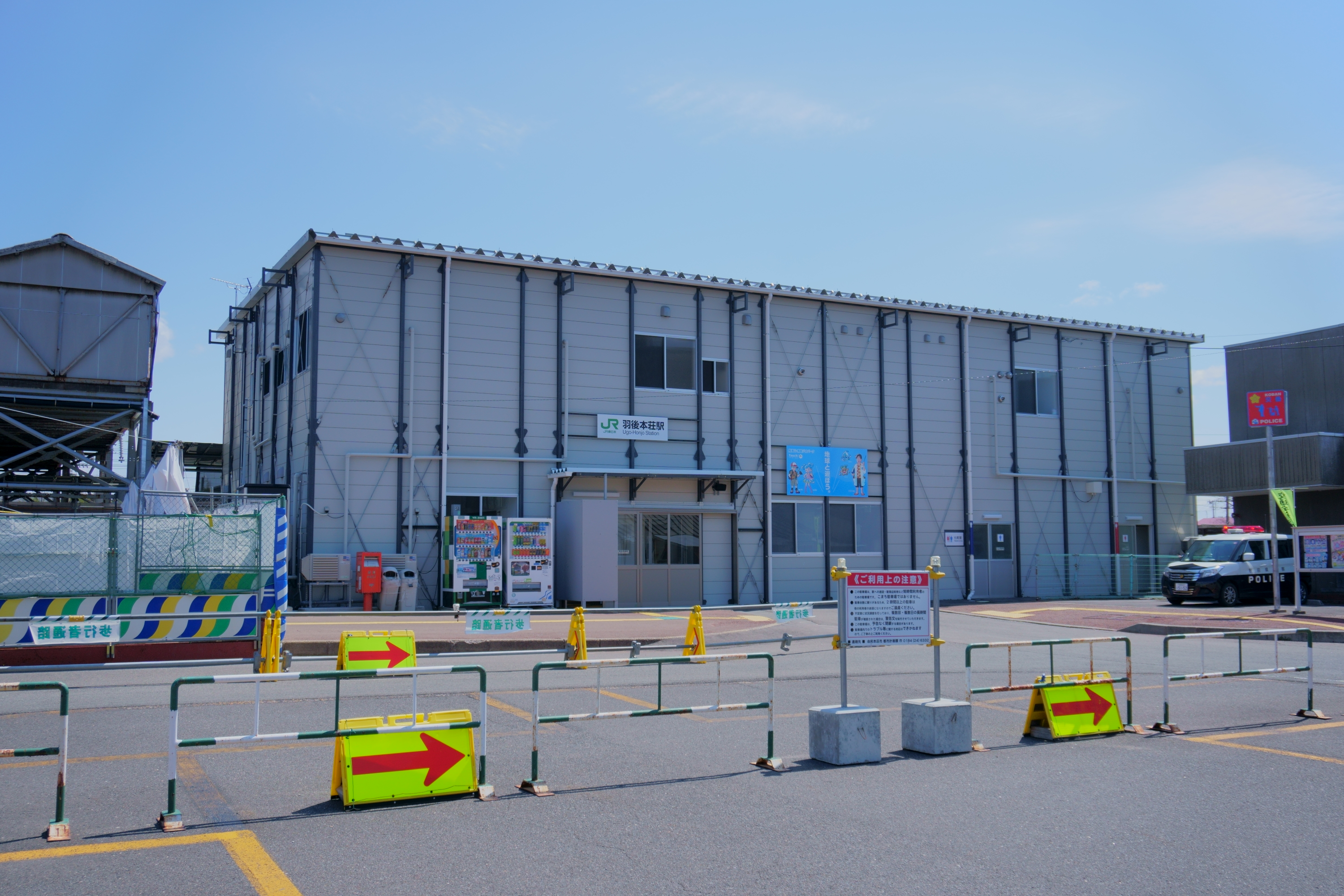
仮駅舎（2020年3月）

## 駅構造
島式ホーム2面4線を有し、その上に橋上駅舎を有する地上駅で、東口と西口は東西連絡自由通路「ごてんまりロード」で結ばれている。
JRは、1・2番線（第1ホーム）、3番線（第2ホーム）を使用する。由利高原鉄道は、4番線（第2ホーム）を使用している。改札内区域は両社で共用しているが、改札口・出札口は待合室を挟んでJR・由利高原鉄道で別々に設置されている。国鉄末期には1・2番線ホーム中間に森川弁当部が売店を営業していた（キオスク受託運営＆駅弁そばうどんを販売）。また、4番線ホームにはトイレが設置されていた。
JRの駅は直営駅である。秋田統括センターの管理駅として、本楯駅 - 道川駅間の各駅を管理する。2021年（令和3年）8月に橋上駅舎となり、駅舎には自動券売機、話せる指定席券売機、自動改札機（えきねっとQチケ対応）、待合室が設置され、西口の1階には由利本荘市の観光情報発信施設が入っている。なお、2015年（平成27年）9月までびゅうプラザが、2018年（平成30年）6月までキオスクが営業していた。
由利高原鉄道の駅は直営駅だが、改札口・出札口とも日中のみ営業する。営業時間外は改札口も閉鎖され、JRの有人改札を利用する。なお、駅員がいる時間帯も羽後本荘駅で下車する際は車内精算となっている。

### のりば
| 番線 | 路線          | 方向                           | 行先                           |
| ---- | ------------- | ------------------------------ | ------------------------------ |
| 1    | ■羽越本線     | 下り                           | 秋田方面                       |
| 2    | ■羽越本線     | 上り                           | 酒田・新潟方面                 |
| 3    | ■羽越本線     | （待避線・当駅始発・夜間滞泊） | （待避線・当駅始発・夜間滞泊） |
| 4    | ■鳥海山ろく線 | 下り                           | 前郷・矢島方面                 |

- 別に留置線が敷設されているが、非電化のため通常は使用されない。
- 夜間滞泊列車は3番線を使う。また、当番線を発着する全列車はホームの酒田方面側に停車する。
- 由利高原鉄道4番線のすぐ隣に羽越本線3番線秋田方と由利高原鉄道をつなぐ側線があり、由利高原鉄道の車両搬入時に使用されている（通常は途中に車止めが置かれ、由利高原鉄道の保守用車が留置）。

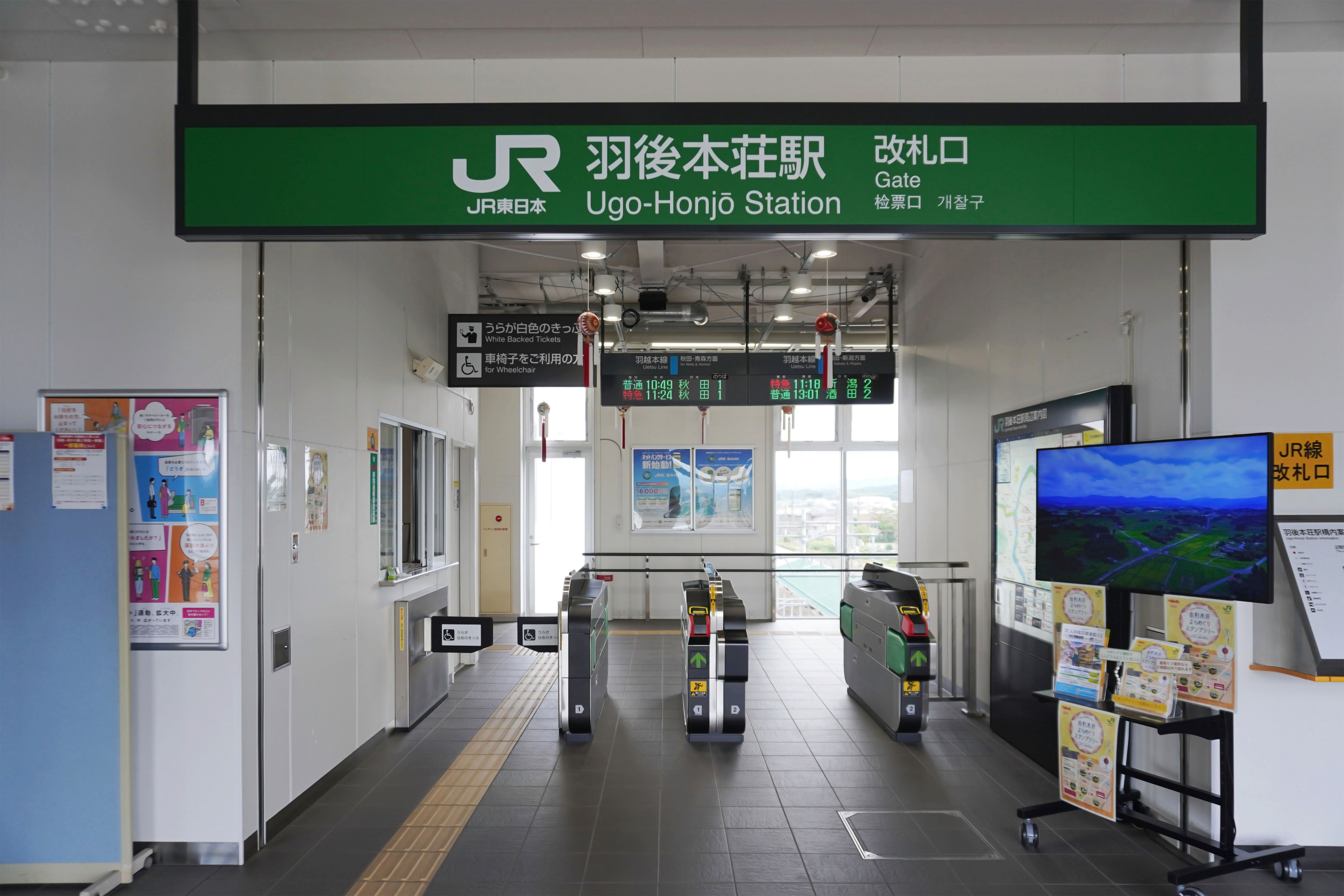
JR線改札口（2024年5月）
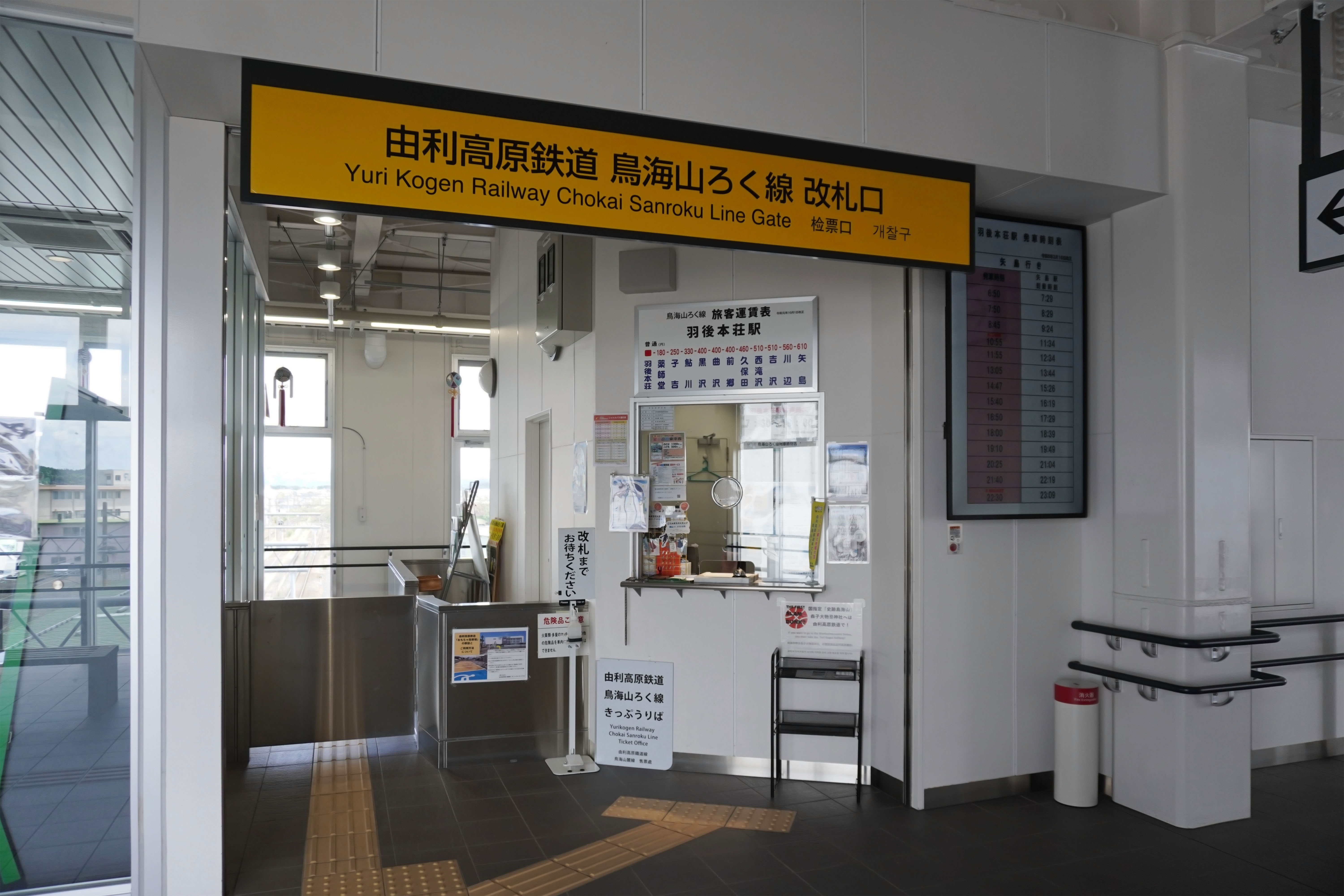
由利高原鉄道線改札口（2024年5月）
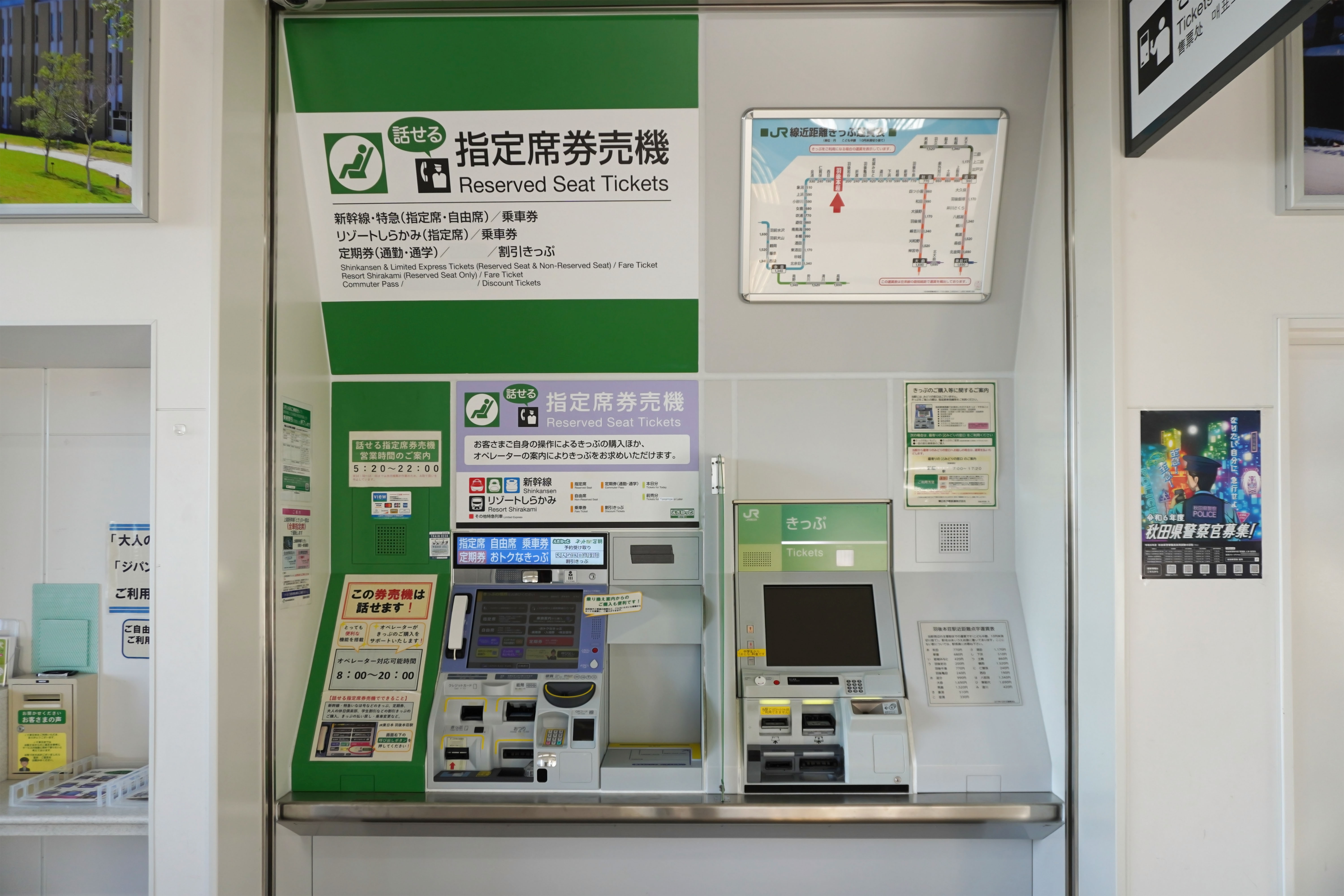
切符売り場（2024年5月）
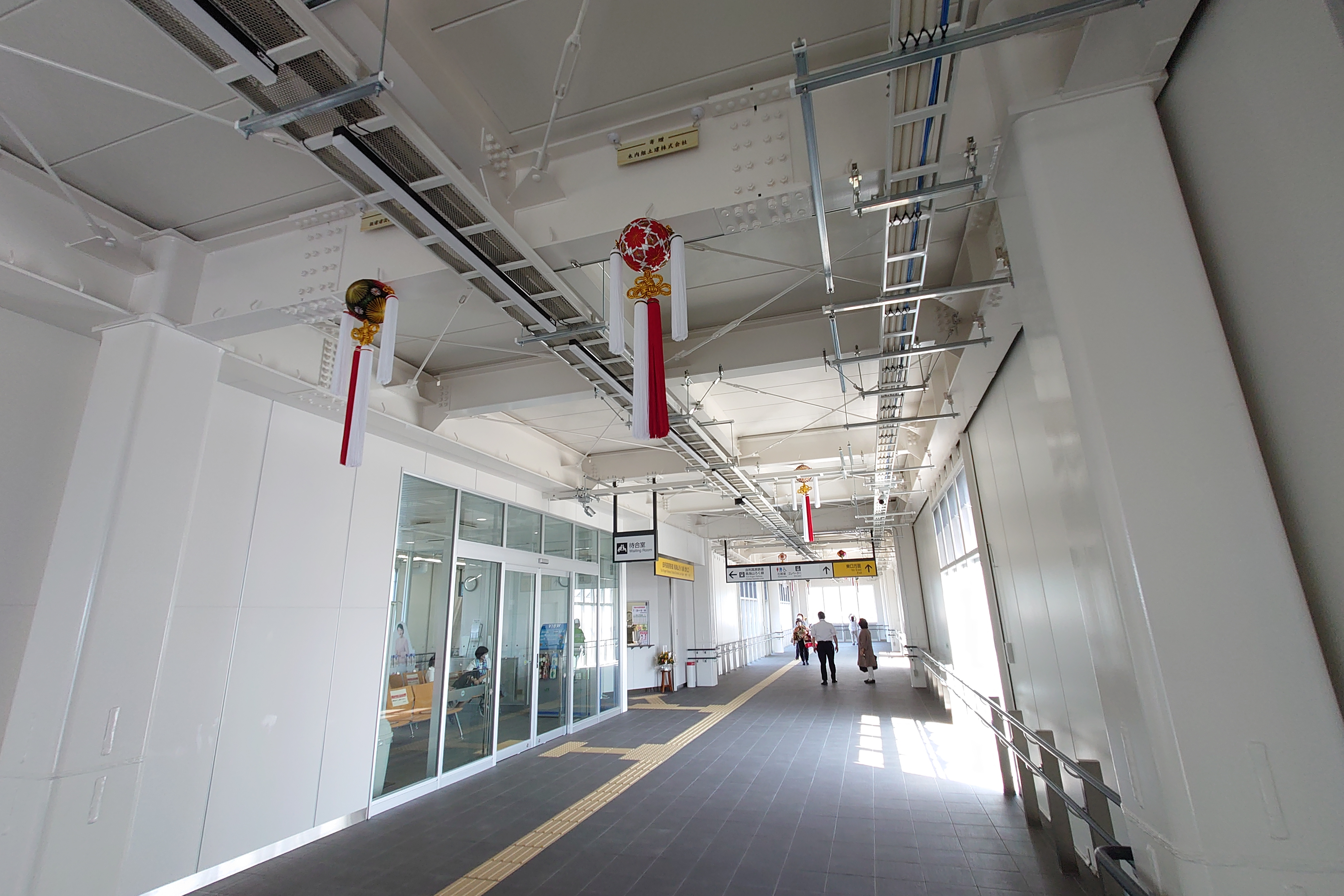
東西自由通路（2021年8月）
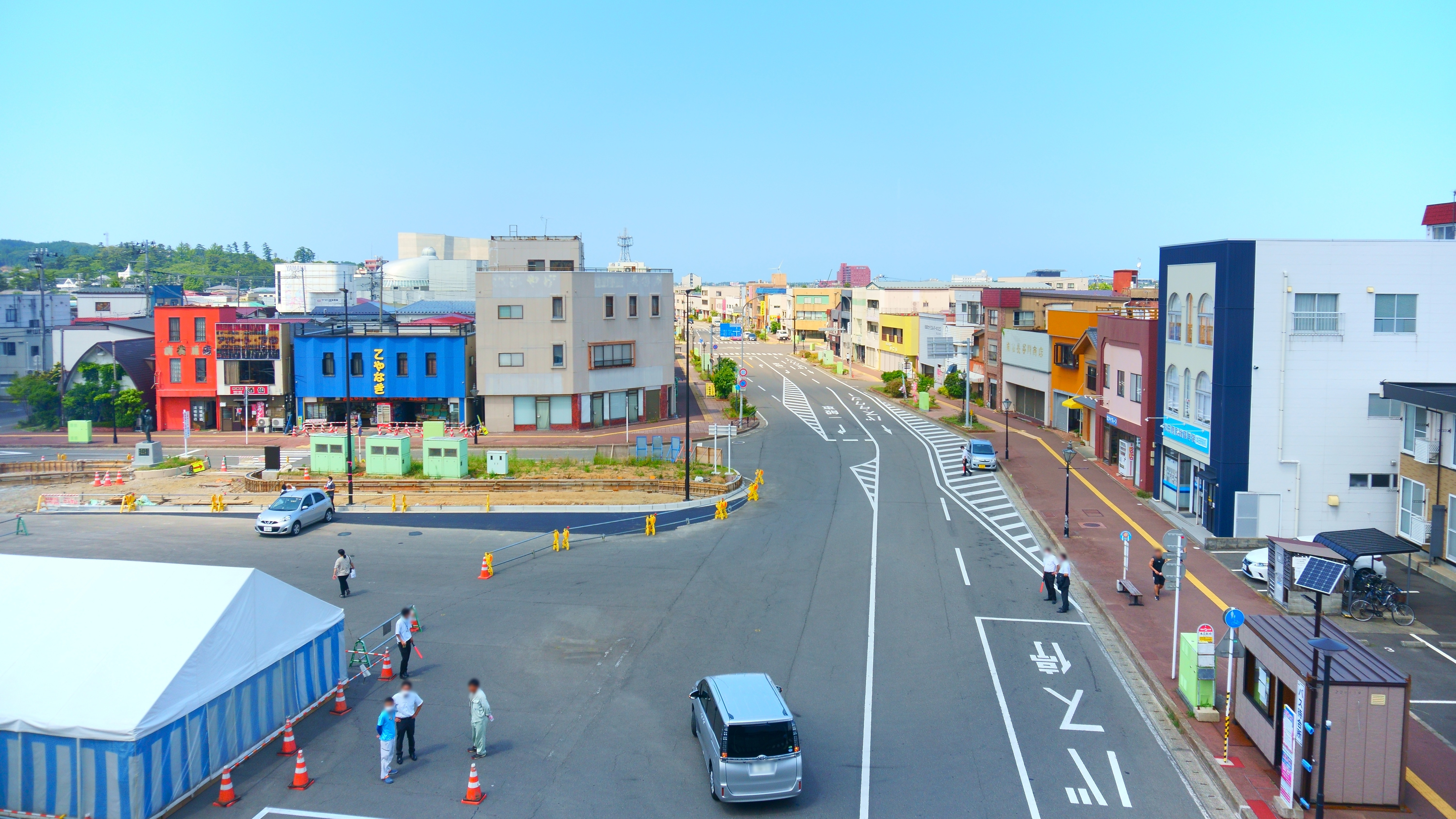
西口からの眺め（2021年8月）
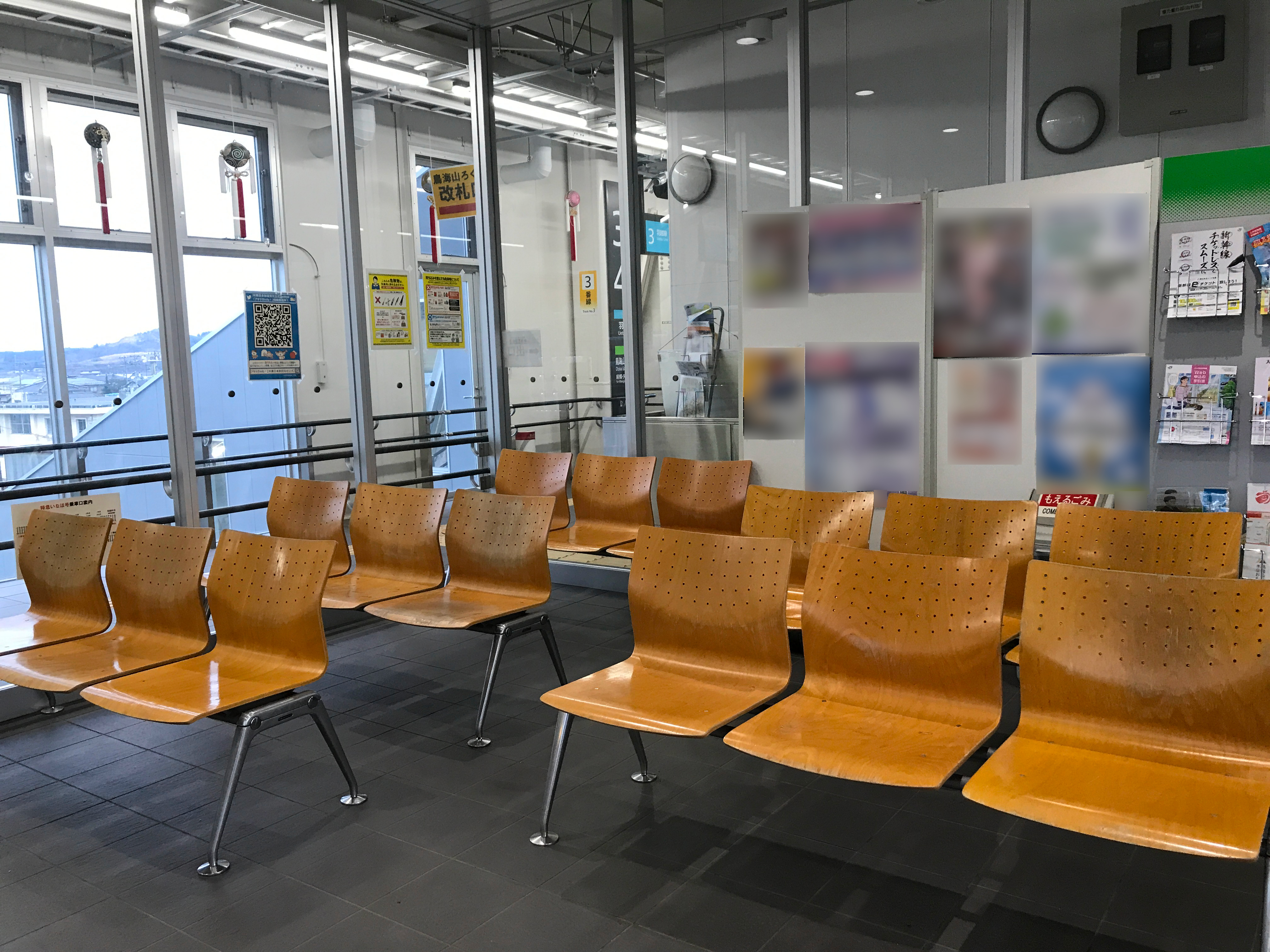
待合室（2023年12月）
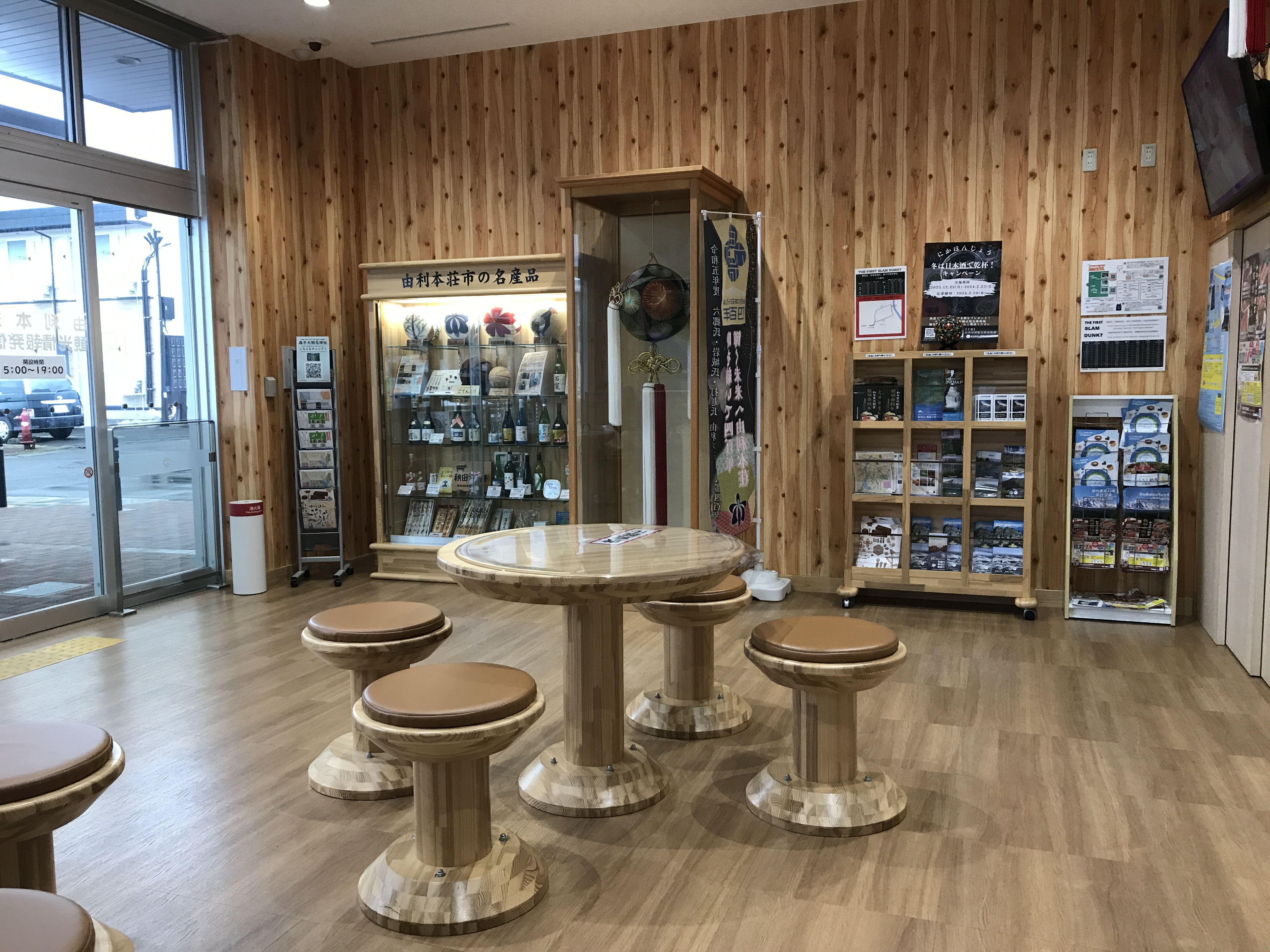
観光情報施設（2023年12月）
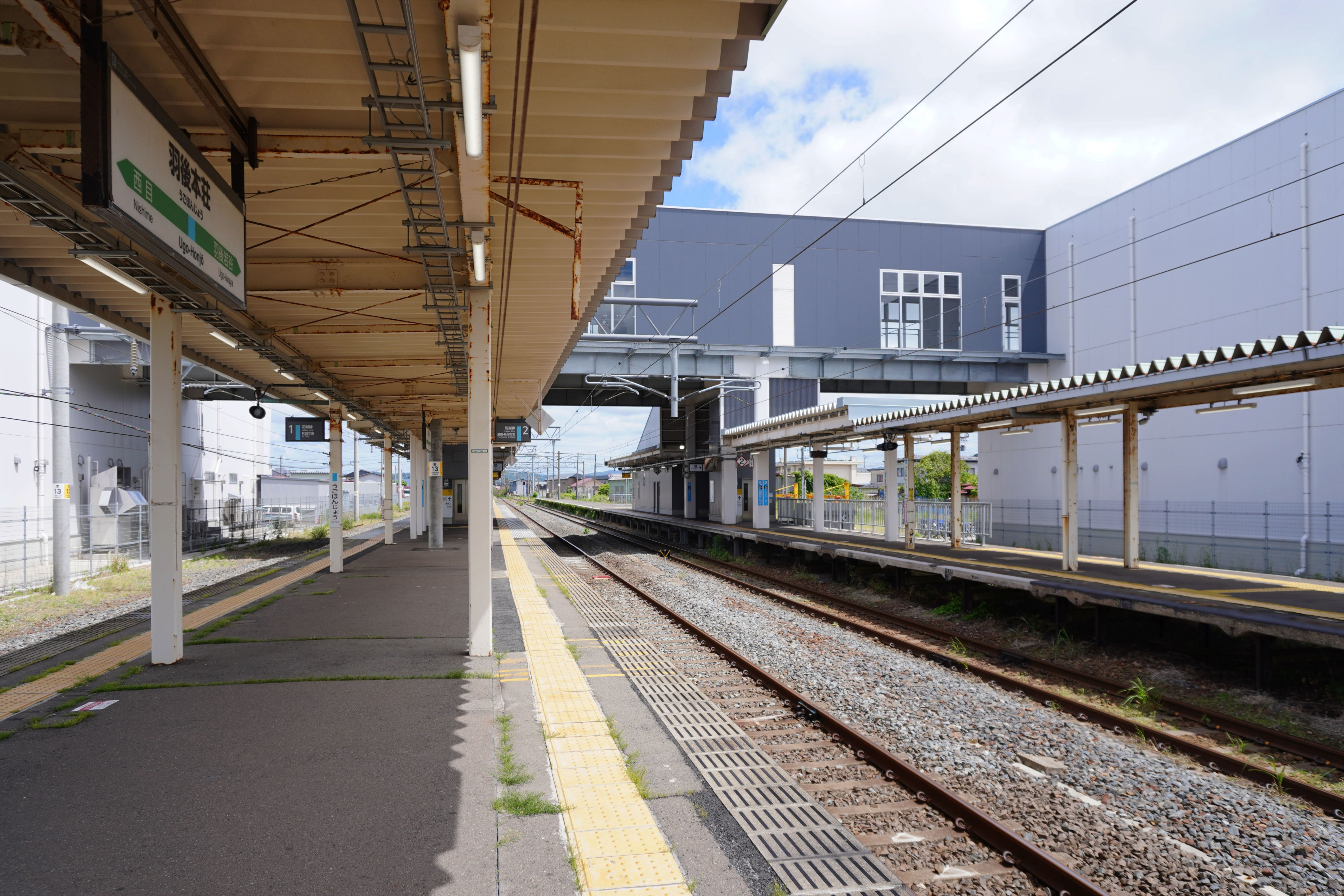
ホーム（2024年5月）

## 羽後本荘オフレールステーション
羽後本荘オフレールステーション（略称、羽後本荘ORS・北緯39度23分17.4秒 東経140度3分28.9秒）は、駅の東側にあるJR貨物のコンテナ集配基地（オフレールステーション）。線路は敷設されていないため貨物駅ではなく、貨物列車の発着もない。秋田貨物駅との間で列車代替のトラック便が1日3往復運行されていたが、2021年（令和3年）3月の時点では『貨物時刻表』の「オフレールステーション・新営業所時刻表」頁に当施設発着のトラック便時刻は掲載されていない。ただ、取扱拠点としては存続しており貨物取扱駅コードも付与され、2023年（令和5年）3月改正時点でも『貨物時刻表』の「貨物取扱駅コード図表」頁及び「コンテナ取扱駅一覧」頁に掲載されている。
取扱貨物は、コンテナ貨物のみで、12フィートコンテナを取り扱っている。
1986年（昭和61年）に駅での貨物取扱が廃止され、代替として羽後本荘コンテナセンターが設置された。その後、2006年（平成18年）の名称整理の際に羽後本荘オフレールステーションに改称した。

## 利用状況

### JR東日本
2023年度（令和5年度）の1日平均乗車人員は916人である。
2000年度（平成12年度）以降の推移は以下のとおりである。
| 1日平均乗車人員推移 | 1日平均乗車人員推移 | 1日平均乗車人員推移 | 1日平均乗車人員推移 | 1日平均乗車人員推移 |
| 年度                | 定期外              | 定期                | 合計                | 出典                |
| ------------------- | ------------------- | ------------------- | ------------------- | ------------------- |
| 2000年（平成12年）  |                     |                     | 2,021               | [ 利用客数 2 ]      |
| 2001年（平成13年）  |                     |                     | 1,951               | [ 利用客数 3 ]      |
| 2002年（平成14年）  |                     |                     | 1,868               | [ 利用客数 4 ]      |
| 2003年（平成15年）  |                     |                     | 1,762               | [ 利用客数 5 ]      |
| 2004年（平成16年）  |                     |                     | 1,703               | [ 利用客数 6 ]      |
| 2005年（平成17年）  |                     |                     | 1,642               | [ 利用客数 7 ]      |
| 2006年（平成18年）  |                     |                     | 1,600               | [ 利用客数 8 ]      |
| 2007年（平成19年）  |                     |                     | 1,516               | [ 利用客数 9 ]      |
| 2008年（平成20年）  |                     |                     | 1,415               | [ 利用客数 10 ]     |
| 2009年（平成21年）  |                     |                     | 1,367               | [ 利用客数 11 ]     |
| 2010年（平成22年）  |                     |                     | 1,338               | [ 利用客数 12 ]     |
| 2011年（平成23年）  |                     |                     | 1,316               | [ 利用客数 13 ]     |
| 2012年（平成24年）  | 293                 | 1,008               | 1,301               | [ 利用客数 14 ]     |
| 2013年（平成25年）  | 299                 | 1,033               | 1,333               | [ 利用客数 15 ]     |
| 2014年（平成26年）  | 278                 | 961                 | 1,240               | [ 利用客数 16 ]     |
| 2015年（平成27年）  | 279                 | 946                 | 1,225               | [ 利用客数 17 ]     |
| 2016年（平成28年）  | 273                 | 885                 | 1,159               | [ 利用客数 18 ]     |
| 2017年（平成29年）  | 262                 | 846                 | 1,109               | [ 利用客数 19 ]     |
| 2018年（平成30年）  | 262                 | 826                 | 1,088               | [ 利用客数 20 ]     |
| 2019年（令和元年）  | 246                 | 817                 | 1,064               | [ 利用客数 21 ]     |
| 2020年（令和02年）  | 133                 | 758                 | 892                 | [ 利用客数 22 ]     |
| 2021年（令和03年）  | 144                 | 725                 | 870                 | [ 利用客数 23 ]     |
| 2022年（令和04年）  | 182                 | 724                 | 906                 | [ 利用客数 24 ]     |
| 2023年（令和05年）  | 206                 | 710                 | 916                 | [ 利用客数 1 ]      |

### 由利高原鉄道
| 1日乗降人員推移 | 1日乗降人員推移 |
| 年度            | 1日平均人数     |
| --------------- | --------------- |
| 2015年          | 339             |
| 2016年          | 335             |
| 2017年          | 293             |
| 2018年          | 277             |
| 2019年          | 238             |

## 駅周辺
西口側は由利本荘市（旧・本荘市）の中心部である一方、東口側は国道105号線本荘東バイパスの開通以降、宅地や商業地の開発が進んだ地域である。
当駅東口へアクセス道路である停車場東口線（市道）の幅員は3.0 - 5.1メートルと狭隘な道路で問題になっていた。2023年（令和5年）4月1日に駅の東西に整備されていた広場が完成し、24時間利用可能な有料駐車場も東西に配置され、屋根付きの歩道が整備されるとともにバリアフリー化された。
- 由利本荘市文化交流館 カダーレ
- 由利本荘市役所
  - 秋田しんせい農業協同組合由利本荘市役所出張所
- 由利本荘市立尾崎小学校
- 本荘公園
- 本荘駅前郵便局
- 北都銀行本荘支店
- きらやか銀行本荘支店
- 羽後信用金庫本荘支店・御門支店
- 秋田銀行本荘東支店
- イオンスタイル本荘
- イオンタウン本荘中央
- 秋田県道165号羽後本荘停車場線
- 国道105号
  - 秋田県道9号秋田雄和本荘線・秋田県道10号本荘西仙北角館線重複
- 国道107号
- 国道108号

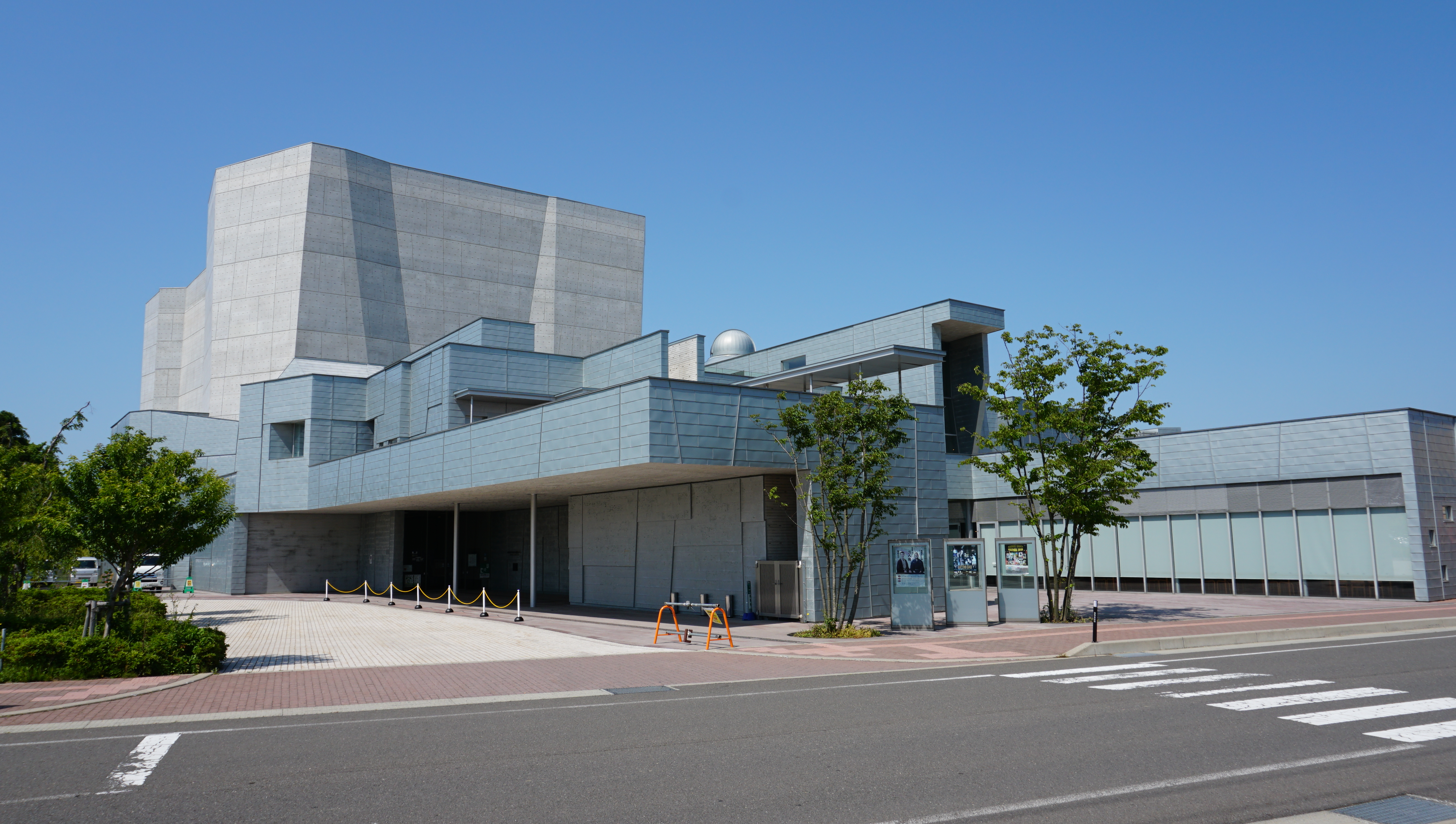
由利本荘市立文化交流館カダーレ
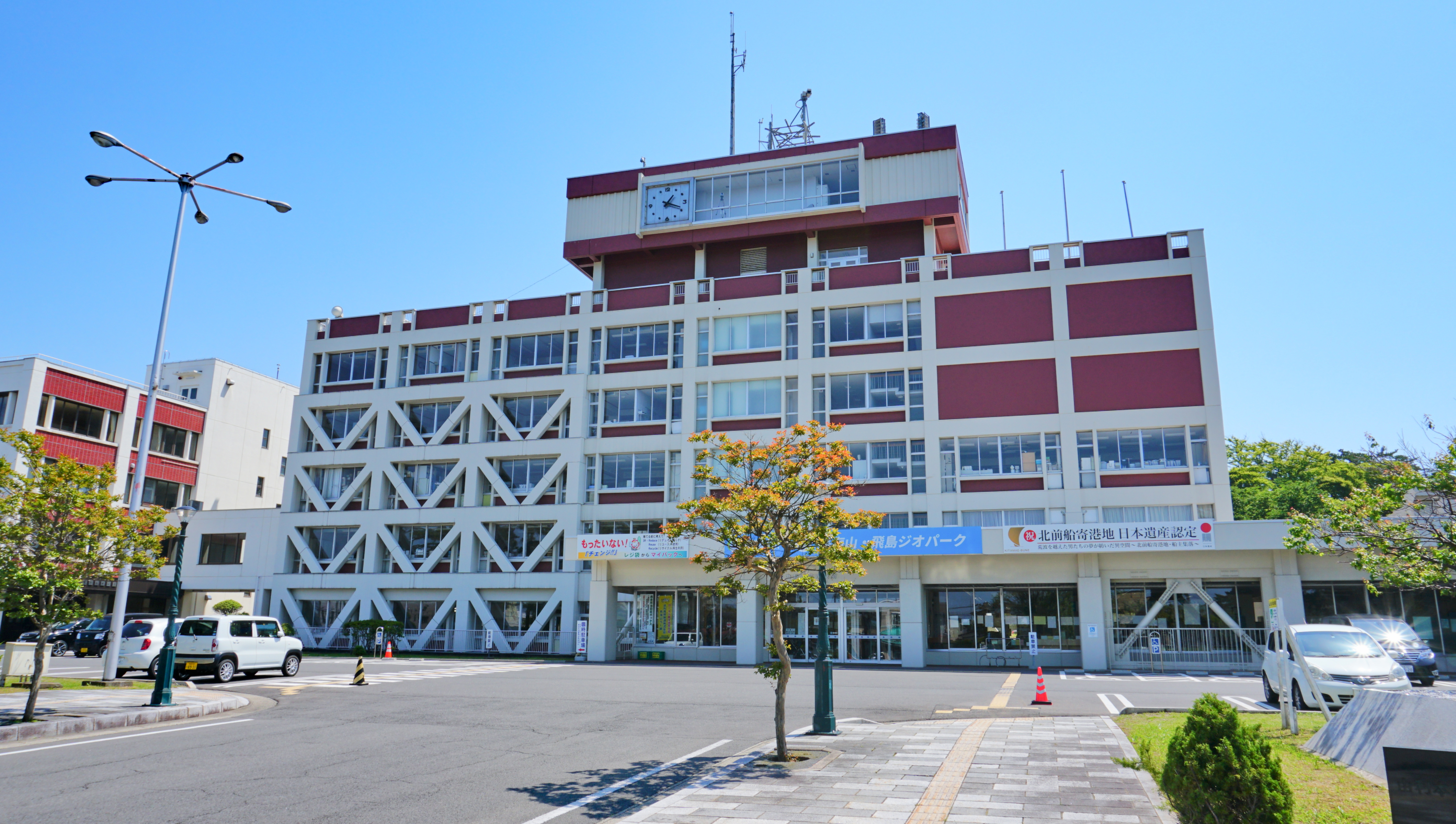
由利本荘市役所
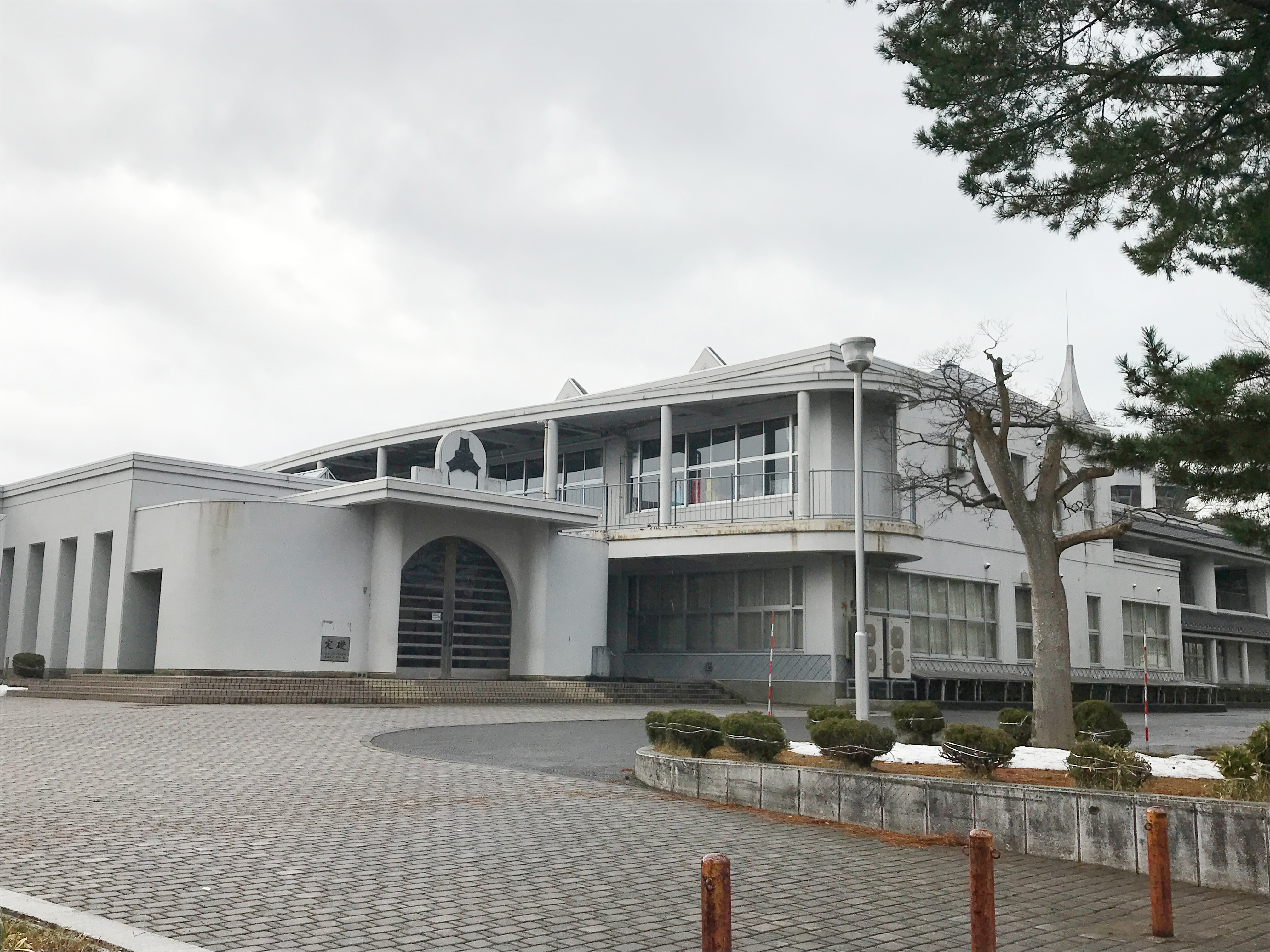
由利本荘市立尾崎小学校
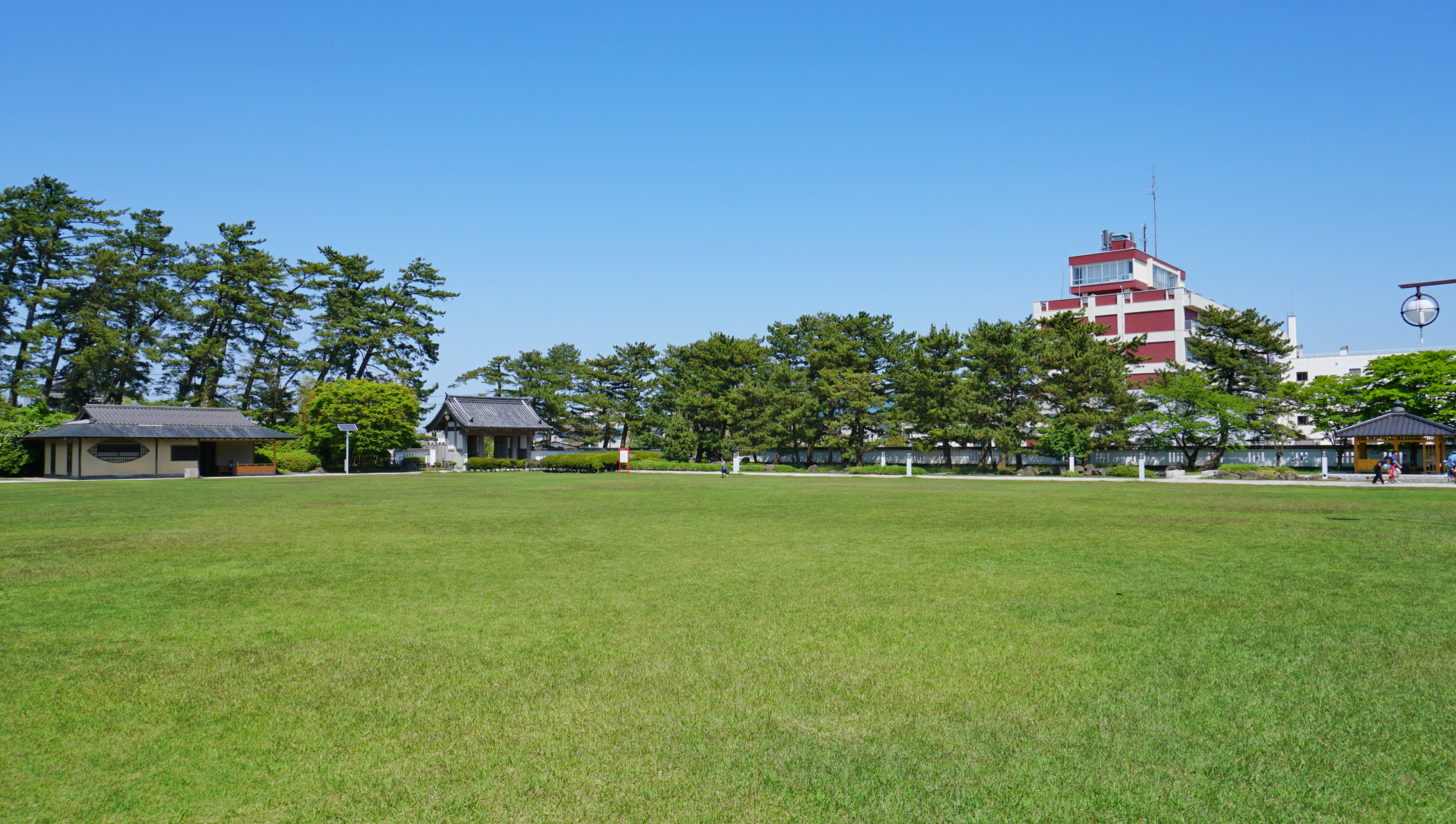
本荘公園
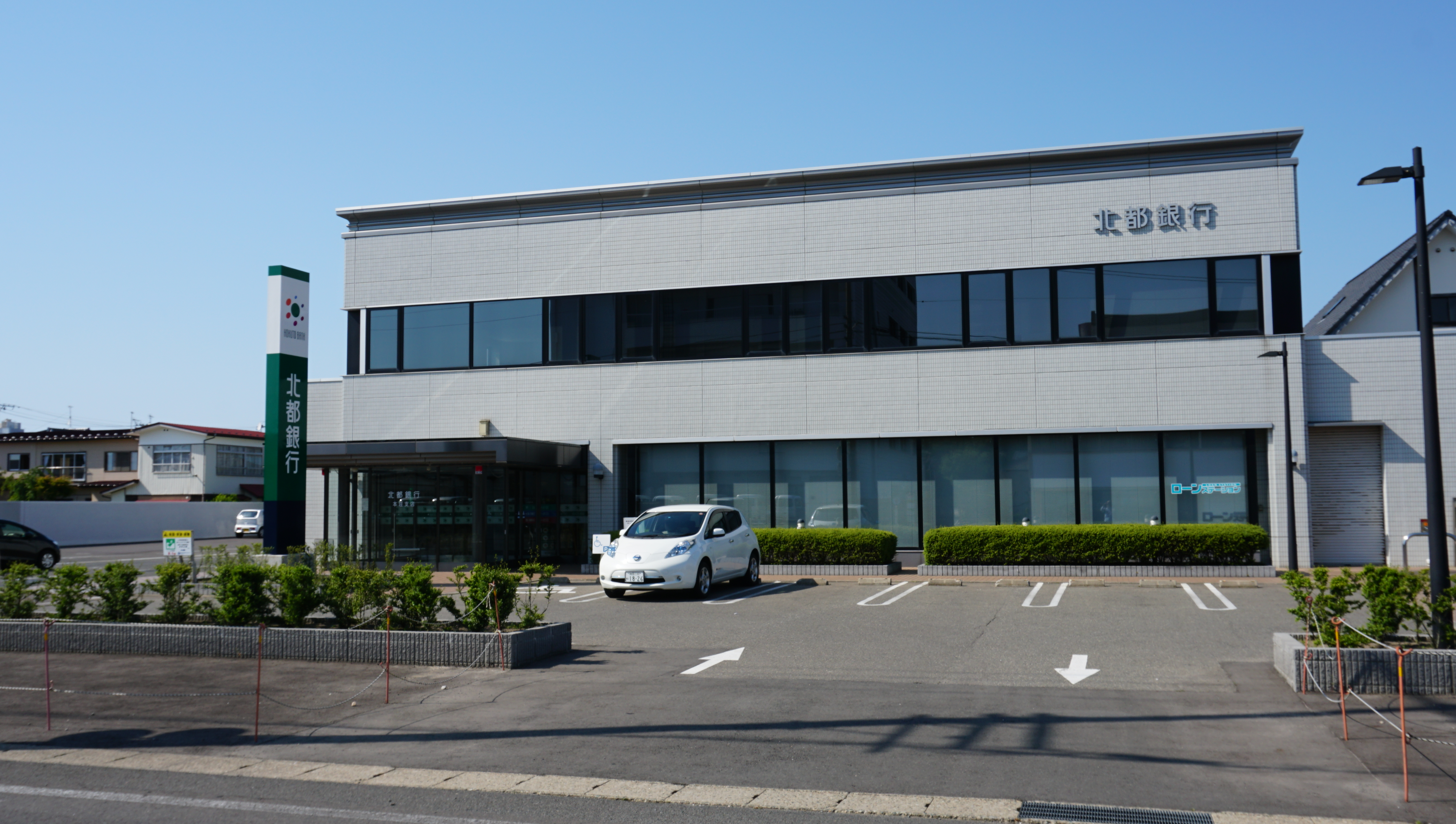
北都銀行 本荘支店
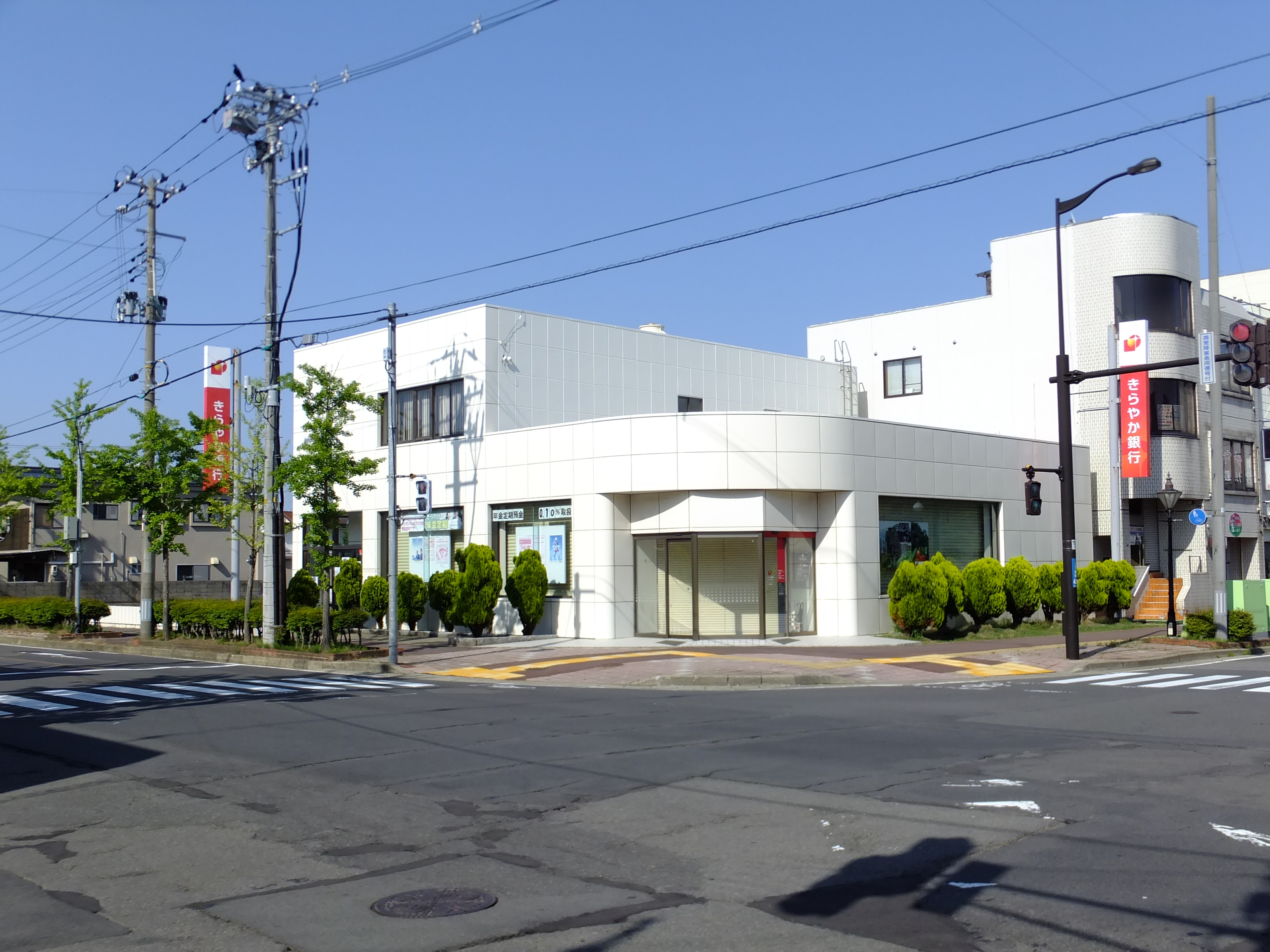
きらやか銀行 本荘支店
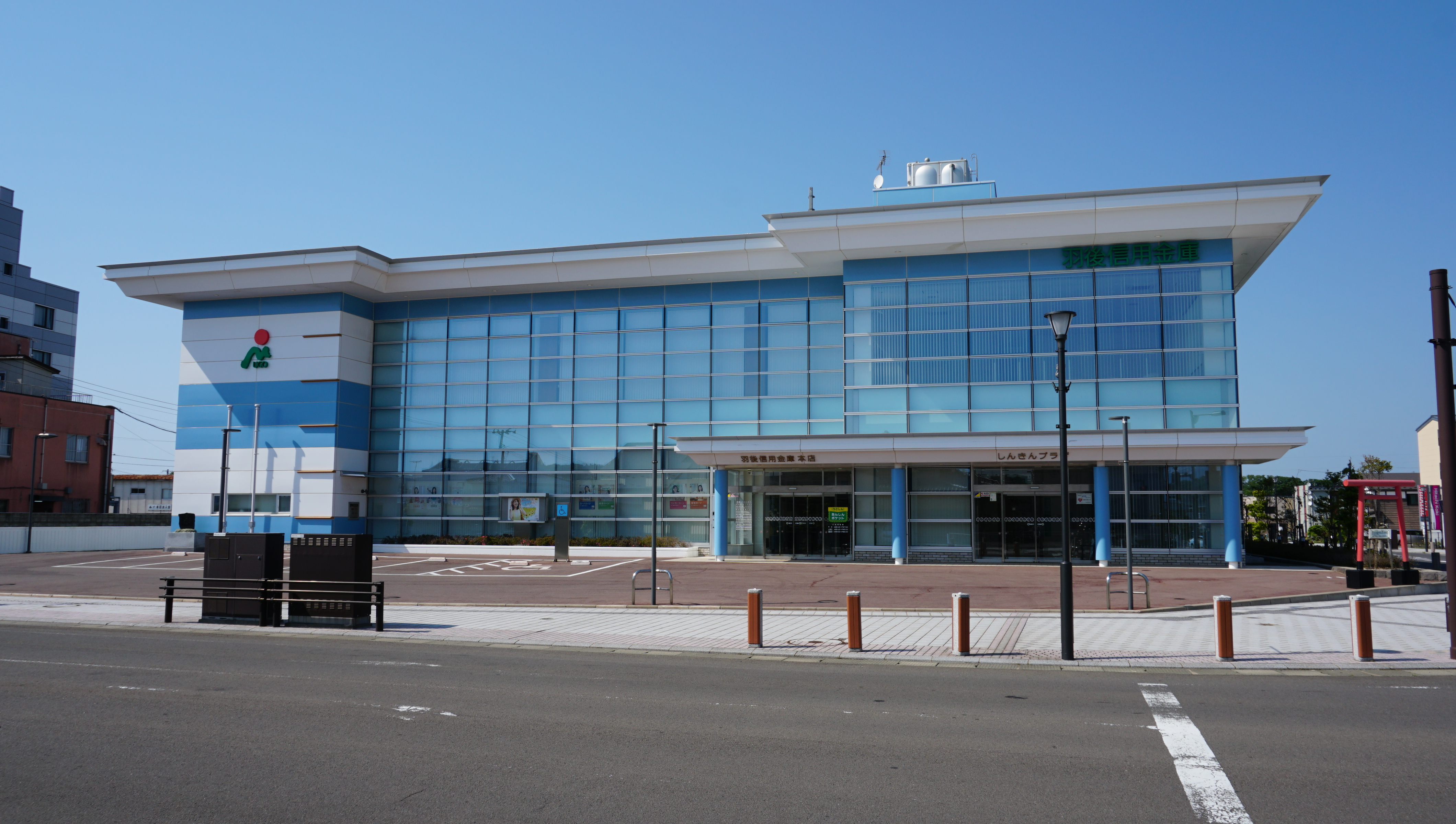
羽後信用金庫 本荘本店
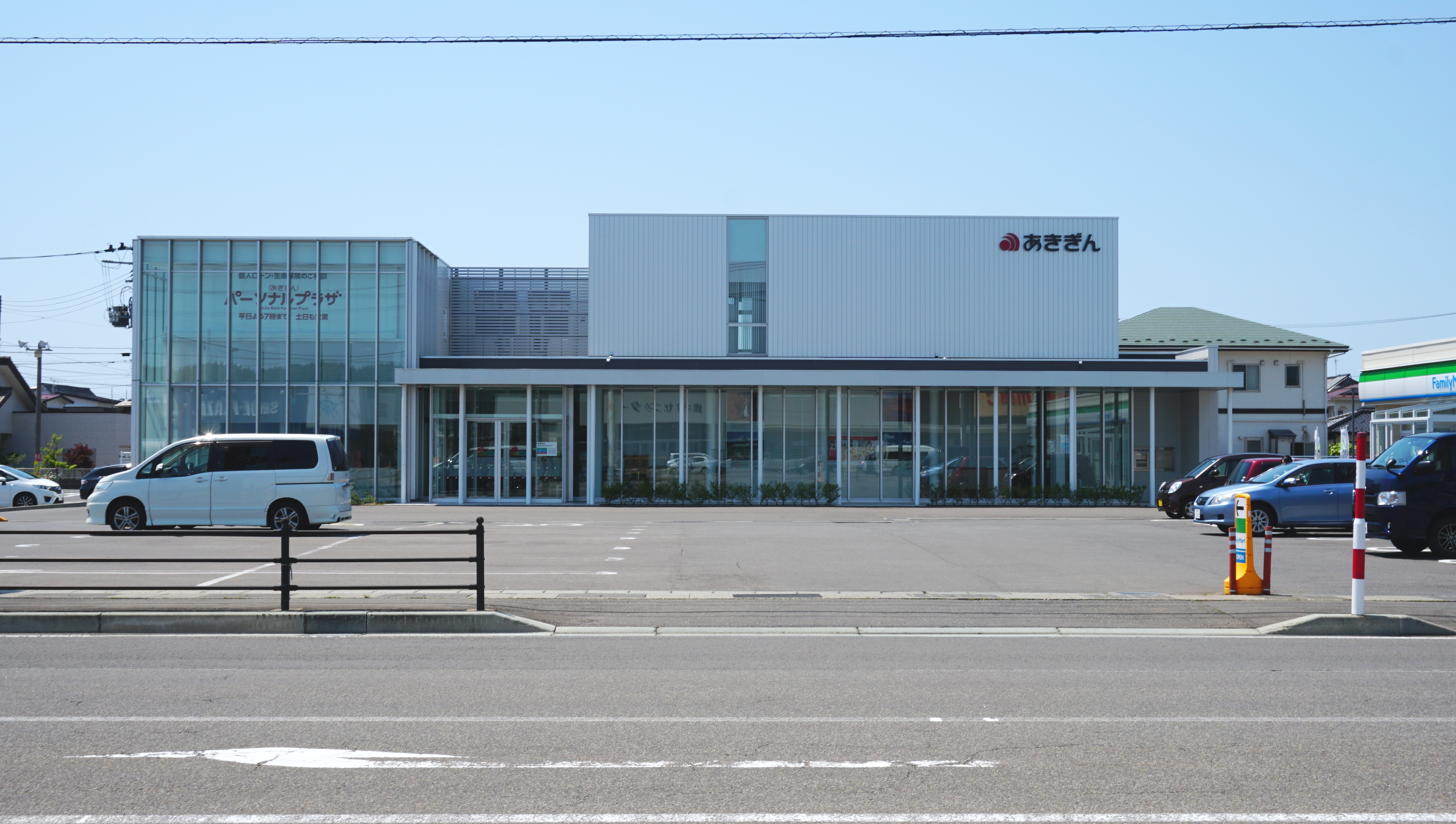
秋田銀行 本荘東支店
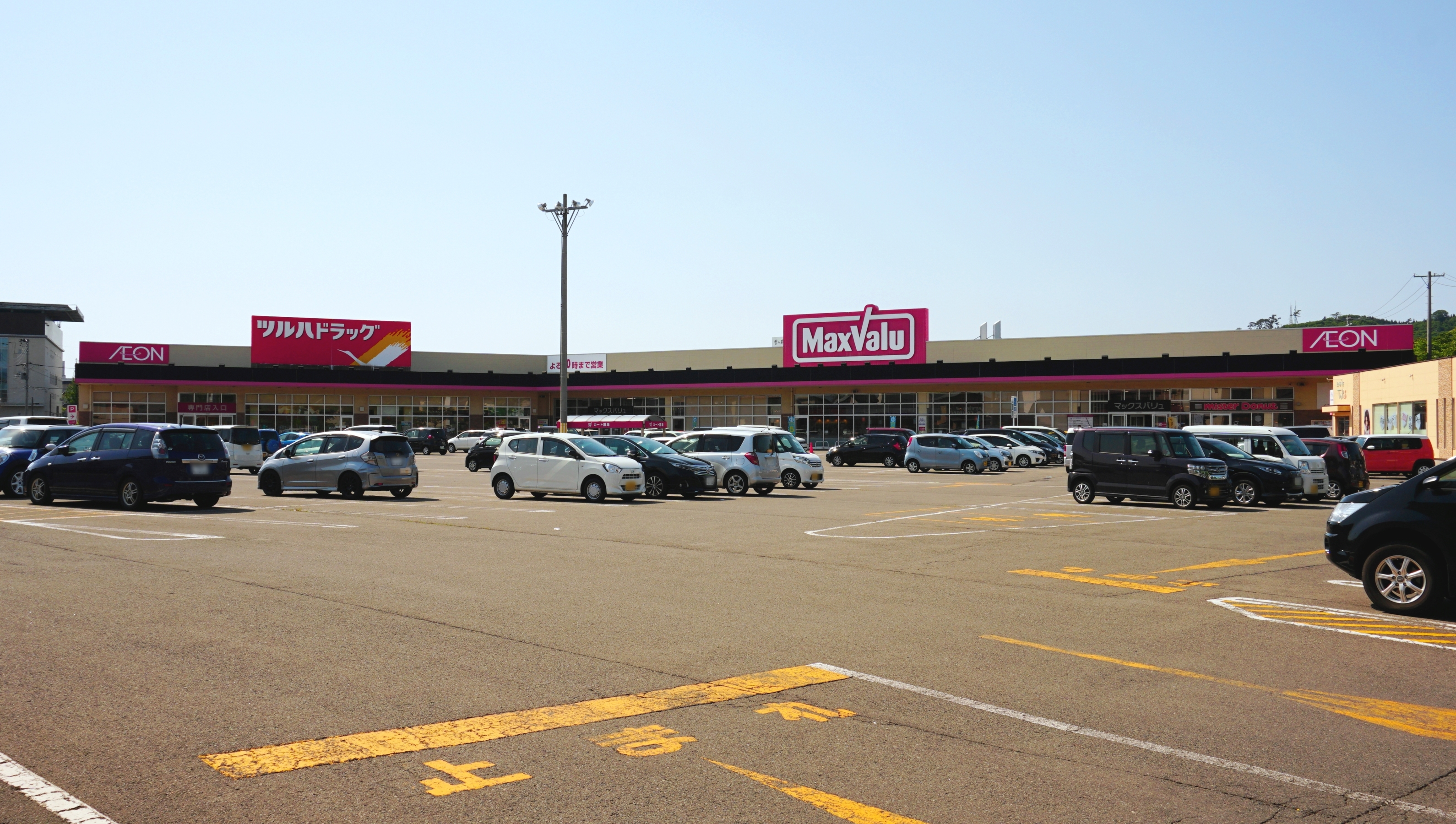
イオンタウン 本荘中央

## バス路線
羽後交通の路線バスが、西口側において連絡する。実質的なバスターミナルは、当駅からやや離れた場所にある、羽後交通本荘自動車営業所となっている（循環バスも、「羽後交通前」の停留所名で停車する）。なお、西口駅前広場の整備期間中、待合所は仮設のプレハブ小屋となっていた。また、バス停の位置も暫定的なものとなっていたが、一部整備終了に伴い、乗り場はこれまでの位置に戻り、降り場は仮バス停の位置になった。
- 本荘市内線
- 本荘・伏見線
- 福祉エリア線
- 県立大学線
- 東由利線／本荘・横手線
- 本荘高校線[注 6]
- 急行：本荘・秋田線
- 高速バス：東京方面（エクスプレス鳥海号）、仙台方面（仙台 - 酒田・本荘線）
- 由利本荘市循環バス

## 本荘追分踊る銅像
「本荘追分」と呼ばれる民謡が本荘には存在している。本荘ロータリークラブの設立25周年を記念し、1985年（昭和60年）に設置された。その後、2021年（令和3年）に設立60周年を記念し、お色直しが行われた。

## その他
踊る銅像が人々を迎える駅であるとして、2002年（平成14年）に、東北の駅百選に選定された。

## 隣の駅
※東日本旅客鉄道の特急「いなほ」の隣の停車駅は列車記事を参照のこと。
東日本旅客鉄道（JR東日本）
■羽越本線
西目駅 - 羽後本荘駅 - 羽後岩谷駅
由利高原鉄道
■鳥海山ろく線
羽後本荘駅 - 薬師堂駅

### 記事本文